# Аргензиано, Кармен
Кармен Антимо Аргензиано (Арджензиа́но; англ. Carmen Antimo Argenziano, 27 октября 1943 — 10 февраля 2019) — американский характерный актёр, сыгравший более 200 ролей в кино и на телевидении.

## Биография
Аргензиано родился в городе Шарон, штат Пенсильвания, сын Елизаветы Стеллы (Фальво) и Джозефа Гая Аргензиано, ресторатора. В конце 1960-х состоялся успешный дебют актёра на телевидении. Наиболее известен по роли Джейкоба Картера в телесериале «Звёздные врата: SG-1» и Генри Добсона в 4-м сезоне телесериала «Доктор Хаус» (эпизоды 2—4). Кармен Аргензиано также является членом Актёрской студии жизни и был награждён в Лос-Анджелесе премией за исполнение роли Джека Деласанте в фильме Томаса Бэйба «Молитвы для моей дочери».
Актёр скончался 10 февраля 2019 года в Лос-Анджелесе на 76-м году жизни.
Аргензиано был отцом троих детей. Его сыновья — Тони и Джозеф, его дочь училась в Джульярдской школе.

## Избранная фильмография
| Год       |    | Русское название                     | Оригинальное название          | Роль                            |
| --------- | -- | ------------------------------------ | ------------------------------ | ------------------------------- |
| 1971      | ф  | Парк наказаний                       | Punishment Park                | Джей Кауфман                    |
| 1974      | ф  | Крёстный отец 2                      | The Godfather Part II          | бандит                          |
| 1976      | с  | Женщина-полицейский                  | Police Woman                   | Торелли                         |
| 1978      | с  | Бионическая женщина                  | The Bionic Woman               | король Кусари                   |
| 1978—1981 | с  | Лу Грант                             | Lou Grant                      | различные персонажи             |
| 1979      | ф  | Когда звонит незнакомец              | When A Stranger Calls          | доктор Мандракис                |
| 1981      | ф  | День окончания школы                 | Graduation Day                 | инспектор Хэллидэй              |
| 1983      | тф | Принцесса-квотербек                  | Quarterback Princess           | Эд Эйнсуорт                     |
| 1983      | ф  | Внезапный удар                       | Sudden Impact                  | Д’Амброзия                      |
| 1984      | с  | Команда «А»                          | The A-Team                     | полковник Санчес                |
| 1985      | мф | Звёздный патруль: Легенда об Орине   | Starchaser: The Legend of Orin | Дагг Дибрими                    |
| 1988      | ф  | Выстоять и сделать                   | Stand and Deliver              | директор Молина                 |
| 1988      | ф  | Обвиняемые                           | The Accused                    | окружной прокурор Пол Рудольф   |
| 1989—1990 | с  | Букер                                | Booker                         | Крис Стерлинг                   |
| 1990      | ф  | Первая сила                          | The First Power                | лейтенант Граймс                |
| 1991      | тф | Рыцарь дорог 2000                    | Knight Rider 2000              | Расселл Мэддок                  |
| 1992—1994 | с  | Мелроуз-Плейс                        | Melrose Place                  | доктор Стэнли Левин             |
| 1994—1997 | с  | Крутой Уокер: Правосудие по-техасски | Walker Texas Ranger            | Джордж Викерс / Пако Крус       |
| 1995      | с  | Вавилон-5                            | Babylon 5                      | Урза Джаддо                     |
| 1997      | с  | Военно-юридическая служба            | JAG                            | полковник Мэттью О’Хара         |
| 1998      | ф  | Убийца ворон                         | A Murder of Crows              | судья Уайли Бэннинг             |
| 1998—2005 | с  | Звёздные врата: SG-1                 | Stargate SG-1                  | Джейкоб Картер                  |
| 1999      | ф  | Бриллиантовый полицейский            | Blue Streak                    | капитан Пенелли                 |
| 2000      | ф  | Угнать за шестьдесят секунд          | Gone in Sixty Seconds          | детектив Мейхью                 |
| 2001      | ф  | Пароль «Рыба-меч»                    | Swordfish                      | агент                           |
| 2003      | с  | 24 часа                              | 24                             | генерал Гратз                   |
| 2003      | ф  | Идентификация                        | Identity                       | адвокат защиты                  |
| 2006      | с  | C.S.I.: Место преступления           | CSI: Crime Scene Investigation | Сильвано Фателли                |
| 2006—2008 | с  | C.S.I.: Место преступления Нью-Йорк  | CSI: NY                        | инспектор Стэнтон Джеррард      |
| 2007      | с  | Доктор Хаус                          | House, M.D.                    | Генри Добсон                    |
| 2008—2009 | с  | Молодые и дерзкие                    | The Young and the Restless     | окружной прокурор Деннис Эллрой |
| 2009      | с  | Мыслить как преступник               | Criminal Minds                 | отец Пол Сильвано               |
| 2009      | ф  | Ангелы и демоны                      | Angels & Demons                | отец Сильвано Бентивольо        |
| 2010      | с  | Менталист                            | The Mentalist                  | Джозеф Десуза                   |
| 2010      | с  | Обмани меня                          | Lie to Me                      | Гас                             |
| 2010      | с  | Касл                                 | Castle                         | Марио Ривера                    |
| 2017      | ф  | Сингулярность                        | Singularity                    | Дэмиен Уолш                     |
| 2018      | ф  | Мир будущего                         | Future World                   | дед                             |